# Igranka
„Igranka“ je píseň černohorského hip hopového dua Who See, se kterou reprezentovali svou zemi na Eurovision Song Contest 2013. Jejími autory jsou Who See a Wikluh Sky, zpívá v ní také zpěvačka Nina Žižić.
Píseň soutěžila v prvním semifinále dne 14. května 2013, kdy se ucházela o místo ve finále 18. května 2013, ale nekvalifikovala se a umístila se v semifinále dvanáctá s 41 body. V hlasování diváků skončila na čtvrtém místě, u porotců ale až na čtrnáctém místě.